# NGC 5015
NGC 5015 is een balkspiraalstelsel in het sterrenbeeld Maagd. Het hemelobject werd op 11 maart 1787 ontdekt door de Duitse astronoom William Herschel.

## Synoniemen
- NGC 5015
- MCG -1-34-12
- IRAS13097-0404
- PGC 45862